# Henri Guy Delavau
Pour les articles homonymes, voir Delavau.
Henri Guy Delavau est un homme politique français né le 11 octobre 1814 à Saumur (Maine-et-Loire) et décédé le 22 juin 1885 à Saumur.

## Biographie
Henry Guy Delavau est le fils de Guy Delavau, président du Tribunal civil de première instance de Saumur, et de Joséphine Sailland. Il épouse Mlle Guillemard, nièce de François Henri Allain-Targé.
Riche propriétaire, il s'occupe principalement de la culture de la vigne. Conseiller municipal et conseiller d'arrondissement, il est député de Maine-et-Loire de 1871 à 1876. Il siège à la droite légitimiste et s'inscrit à la réunion des Réservoirs.

## Sources
- « Henri Guy Delavau », dans Adolphe Robert et Gaston Cougny, Dictionnaire des parlementaires français, Edgar Bourloton, 1889-1891 [détail de l’édition]